# Kenny Wollesen

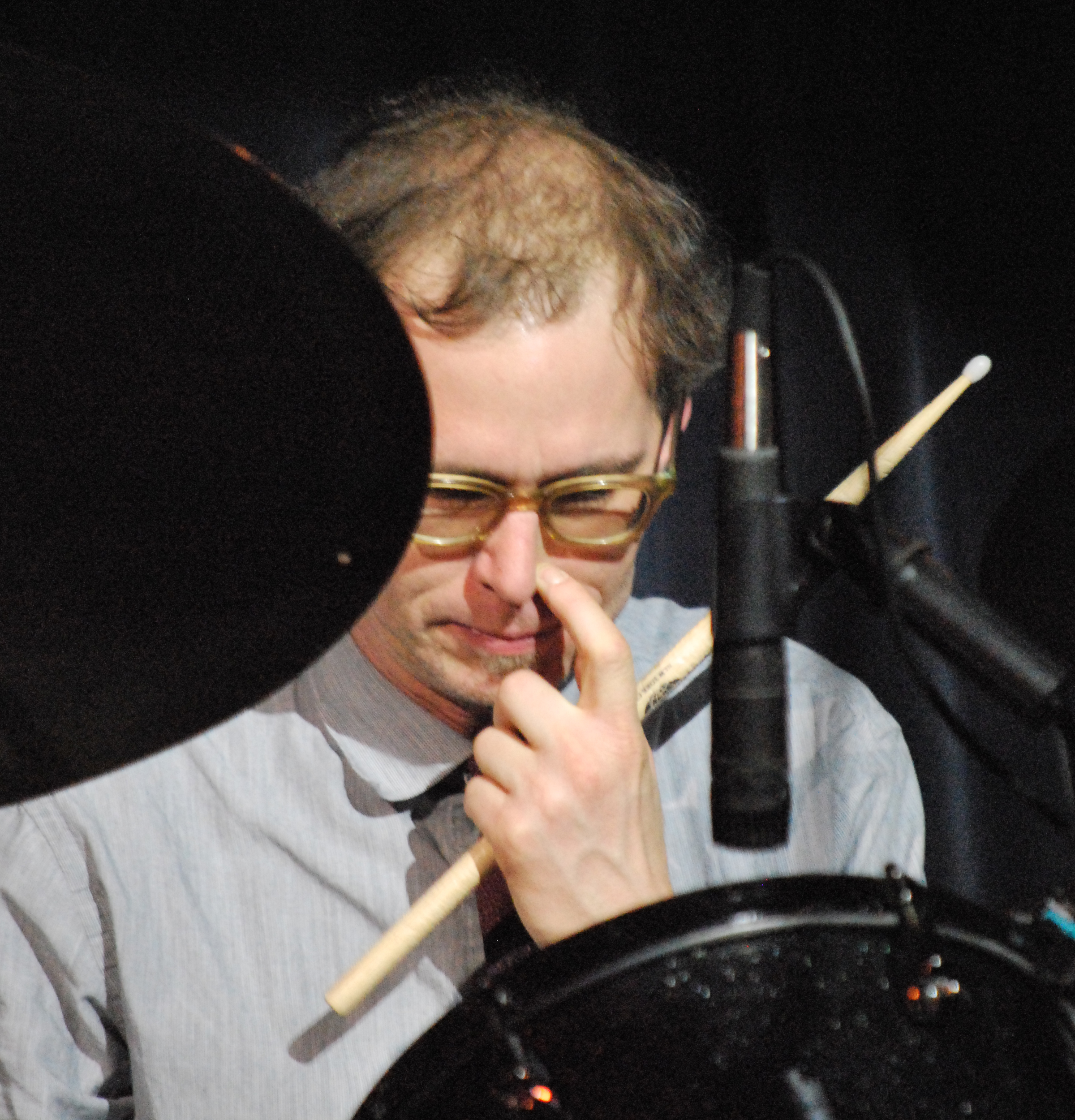
Kenny Wollesen bei einem Auftritt mit Sex Mob 2010

Kenny Wollesen (* 1966) ist ein US-amerikanischer Schlagzeuger, Vibraphonist und Perkussionist. 

## Leben und Wirken
Wollesen wuchs in Santa Cruz (Kalifornien) auf, bevor er nach San Francisco zog, um sich schließlich in  = New York City niederzulassen.
1987 und 1988, als Mitglied von The Klezmorim, ist er vor allem durch sein Zusammenspiel mit Bill Frisell bekannt geworden: So ist er Mitglied des Bill Frisell Trios sowie des New Quartets und des Septetts von Frisell. Des Weiteren spielte er mit John Zorn, Marc Ribot, John Medeski, Tom Waits, John Scofield, Jesse Harris and the Ferdinandos, Sean Lennon, Mitchell Froom, Big John Patton, John Lurie, Jim Hall, Jessica Williams (…And Then, There’s This!), Dominique Eade, Kirk Knuffke (Amnesia Brown, Chew Your Food, 2010), Myra Melford und Stephanie Richards (Supersense, 2020). Zu hören ist er u. a. auch auf Sylvie Courvoisiers Chimaera (2023).
Weiterhin ist Wollesen Mitglied der Gruppe Sex Mob, die 2007 für einen Grammy in der Kategorie „Bestes zeitgenössisches Jazzalbum“ nominiert wurde, und der Kamikaze Ground Crew um Gina Leishman. Gemeinsam mit dem Saxophonisten Ned Ferm leitet er das Quartett Wollesen Ferm.
Als „privates Vergnügen“ bezeichnet Wollesen seine New Yorker Marching Band, die aus zig Mitgliedern besteht und immer wieder spontan bei Demonstrationen auftritt. Er ist Gründungsmitglied des New Klezmer Trios.

## Diskografie
- 2020: Sylvie Courvoisier Trio: Free Hoops (Intakt)
- 2022: Wollesen Ferm: Heart in Hand (Stunt, mit Rune Kjeldsen, Anders Christensen)
- 2022: İlhan Erşahin, Dave Harrington & Kenny Wollesen: Invite Your Eye (Nublu)
- 2023: Secret Sun Sessions, mit Jesse Harris,  Jeong Lim Yang, Tim Kieper, Michael Coleman